# Confederación de Asociaciones Vecinales de Andalucía
La Confederación de Asociaciones Vecinales de Andalucía (CAVA) es una organización que engloba a las asociaciones de vecinos del ámbito de la comunidad autónoma de Andalucía, cuyas actividades están centradas en la elaboración de proposiciones para mejorar la calidad de vida de la ciudadanía y la promoción de la participación ciudadana. 
CAVA realiza campañas contra el racismo y la xenofobia, por la atención a los ciudadanos de edad avanzada, la calidad del medio ambiente y el desarrollo sostenible, la formación y el fomento del empleo y la lucha contra las adicciones, entre otros temas.
Fue fundada en 1985. En su primera asamblea estuvieron presentes asociaciones vecinales de Málaga, San Fernando, Córdoba, Linares, Medina Sidonia, Jaén, Ubrique, Jerez de la Frontera, El Puerto de Santa María y Sevilla. En la actualidad está compuesta por 27 federaciones locales, comarcales y provinciales que engloban a unas 1300 asociaciones vecinales con un total aproximado de 480.000 asociados.